# (44216) Olivercabasa
(44216) Olivercabasa és un asteroide del cinturó principal descobert el 4 d'agost de 1998 per Ferran Casarramona i Ester Vigil des de l'Observatori del Teide, a l'illa de Tenerife. Fou anomenat amb el nom d'Olivercabasa en honor de Josep Maria Oliver i Cabasa, cofundador i president de la Agrupació astronòmica de Sabadell, a la qual pertanyen els descobridors.